# قائمة المجاعات
قائمة المجاعات تتضمن المقالة التالية قائمة انتقائية لأكبر المجاعات المعروفة، مرتبة حسب تاريخ حدوثها:
بين عامي 108 قبل الميلاد و1911 بعد الميلاد، حدث في الصين ما لا يقل عن 1,828 مجاعة كبرى، أو مجاعة واحدة تقريباً كل عام في إحدى المقاطعات الصينية أو أكثر. لكن هذه المجاعات تباينت من حيث شدتها.
حصلت في بريطانيا حوالي 95 مجاعة خلال العصور الوسطى.

## القائمة
| التاريخ                | الحدث | الموقع | إجمالي الوفيات (تقديري) |
| ---------------------- | --- | --- | --- |
| 441 قبل الميلاد        | أول مجاعة مذكورة حدثت في روما القديمة. | روما القديمة                                                                                                   | |
| 26 قبل الميلاد         | مجاعة حدثت في جميع أنحاء الشرق الأدنى وبلاد الشام، أرّخ لها يوسيفوس فلافيوس | يهودا (منطقة)                                                                                                  | 20,000+ |
| 400–800 CE             | عدة مجاعات في أوروبا الغربية ارتبطت بسقوط الإمبراطورية الرومانية الغربية ونهبها من قبل ألاريك الأول. بين عامي 400 و800 للميلاد، انخفض عدد سكان روما بنسبة فاقت 90% بسبب المجاعة وطاعون جستنيان. | أوروبا الغربية                                                                                                 | |
| 639                    | حدثت مجاعة في الجزيرة العربية أثناء خلافة عمر بن الخطاب | شبه الجزيرة العربية                                                                                            | |
| 750s                   | | الأندلس | |
| 800–1000               | حدث قحط شديد أدى إلى مقتل عدد كبير جداً من شعب المايا بسبب المجاعة والعطش وانهيار الأنظمة الداخلية، ما أدى إلى دمار حضارتهم | أراضي المايا في وسط أمريكا                                                                                     | 1 مليون+ |
| 809                    | | إمبراطورية الفرنجة[هل المصدر موثوق به؟]                                                                        | |
| 875–884                | حدثت مجاعة أدت إلى تمرد الفلاحين; العاصمة هوانغ تشاو | الصين | |
| 927–928                | مجاعة حدثت بفعل حالة من الصقيع والانجماد استمرت أربعة أشهر | الإمبراطورية البيزنطية                                                                                         | |
| 1005                   | | إنجلترا | |
| 1016                   | مجاعة اجتاحت أوروبا | أوروبا | |
| 1051                   | حدثت مجاعة أجبرت قبائل تولتك للهجرة من المنطقة المنكوبة في مناطق المكسيك الوسطى | المكسيك (حالياً)                                                                                                | |
| 1064–1072              | مجاعة السنوات السبعة في مصر | مصر | 40,000 |
| 1097                   | مجاعة وطاعون | فرنسا | 100٬000 |
| 1230                   | مجاعة في جمهورية نوفغورود[بحاجة لمصدر] | روسيا | |
| 1229–1232              | مجاعة كانغي، أسوأ مجاعة في تاريخ اليابان. حدثت هذه المجاعة نتيجة ثورات البراكين. | اليابان | |
| 1235                   | مجاعة في بريطانيا، توفي جراءها حوالي 20,000 في لندن وحدها | إنجلترا | 20,000 |
| 1255                   | | البرتغال | |
| 1275–1299              | حدثت مجاعة على نطاق واسع أدت إلى انهيار شعوب بويبلو القديمة، | الولايات المتحدة (حالياً)                                                                                       | |
| 1315–1317              | المجاعة الكبرى (1315 - 1317) | أوروبا | |
| 1333–1337              | | الصين | |
| 1344–1345              | مجاعة في الهند حدثت في عهد محمد تغلق | الهند | |
| 1387                   | حدثت مجاعة شديدة في الأناضول بعد رحيل تيمورلنك عنها | أناضول | |
| 1396–1407              | مجاعة دورغا ديفي | الهند | |
| 1441                   | مجاعة في مايابان | المكسيك | |
| 1450–1454              | مجاعة في إمبراطورية آزتك, فسر الآزتك الحدث على أنه حاجة الآلهة لتضحيات. | المكسيك (في الوقت الحاضر)                                                                                      | |
| 1460–1461              | مجاعة في كانشو | اليابان | |
| 1504                   | | إسبانيا | |
| 1518                   | البندقية[بحاجة لمصدر] | إيطاليا (في الوقت الحاضر)                                                                                      | |
| 1528                   | مجاعة في لانغيدوك | فرنسا | |
| 1535                   | المجاعات في إثيوبيا | إثيوبيا | |
| 1567–1570              | مجاعة في مدينة هرر، صاحبها طاعون. توفي أمير هرر فيها. | إثيوبيا | |
| 1586                   | مجاعة في أنجلترا أدت إلى نشوء نظام قانون الفقراء | إنجلترا | |
| 1601–1603              | إحدى أسوأ المجاعات في تاريخ روسيا؛ توفي بسببها ما يزيد عن 100,000 شخص في موسكو وحوالي ثلث أتباع القيصر بوريس غودونوف؛ طالع المجاعة الروسية 1601-1603. تسببت المجاعة نفسها في موت حوالي نصف سكان إستونيا. | روسيا | 2 مليون |
| 1618–1648              | مجاعة في أوروبا سببتها حرب الثلاثين عاما | أوروبا | |
| 1619                   | مجاعة في شوغونية توكوغاوا. أثناء فترة إيدو، حدثت حوالي 154 مجاعة، منها 21 مجاعة انتشرت على نطاق واسع وخطير. | اليابان | |
| 1630–1631              | مجاعة ديكان 1630–32 (ملاحظة: كان ثمة مجاعة مقابلة في شمال غرب الصين، تسببت في نهاية المطاف بانهيار أسرة مينغ عام 1644) | الهند | |
| 1648–1660              | في هذه الفترة، فقدت بولندا حوالي ثلث سكانها بسبب الحروب والمجاعات والطاعون | بولندا | |
| 1649                   | مجاعة في شمال بريطانيا | إنجلترا | |
| 1650–1652              | مجاعة شرق فرنسا | فرنسا | |
| 1651–1653              | مجاعة اجتاحت معظم مناطق جزيرة أيرلندا خلال فترة فتح كرومويل لأيرلندا | جزيرة أيرلندا                                                                                                  | |
| 1661                   | مجاعة في الهند، بسبب نقص الهطول المطري لمدة عامين | الهند | |
| عقدا 1670 و 1680       | الطاعون والمجاعات في إسبانيا | إسبانيا | |
| 1680                   | مجاعة في سردينيا | إيطاليا (في الوقت الحاضر)                                                                                      | 80,000 |
| عقد 1680               | مجاعة في الساحل (أفريقيا) | | |
| عقد 1690               | مجاعة اجتاحت اسكتلندا تسببت بموت 5-15% من السكان | اسكتلندا | |
| 1693–1694              | | فرنسا | 2 million |
| 1695–1697              | Great Famine of Estonia ‏ killed about a fifth of إستونياn and ليفونياn population (70,000–75,000 people). Famine also hit السويد (80,000–100,000 dead) | The الإمبراطورية السويدية, of which إستونيا تحت الحكم السويدي and ليفونيا السويدية were دومينيونs at that time | 150,000-175,000 |
| 1696–1697              | المجاعة العظمى في فنلندا (1695–1697) قضت على ما يقرب من ثلث السكان | فنلندا، ثم اجتاحت أجزاء من السويد                                                                              | |
| 1702–1704              | مجاعة في هضبة الدكن | الهند | 2 مليون نسمة |
| 1708–1711              | مجاعة في بروسيا الشرقية قتلت حوالي 250,000 نسمة أو ما يعادل 41% من السكان | بروسيا الشرقية                                                                                                 | 250٬000 |
| 1709–1710              | | فرنسا | |
| 1722                   | | شبه الجزيرة العربية                                                                                            | |
| 1727–1728              | مجاعة في ميدلاند الإنجليزية | إنجلترا | |
| 1738–1756              | مجاعة غرب أفريقيا، تسببت في موت نصف سكان تمبكتو | غرب أفريقيا | |
| 1740–1741              | المجاعة الأيرلندية الكبرى (1740–1741) | جزيرة أيرلندا                                                                                                  | |
| 1750–1756              | مجاعة في منطقة سينغامبيا | | |
| 1764                   | مجاعة في نابولي | إيطاليا (في الوقت الحاضر)                                                                                      | |
| 1769–1773              | مجاعة البنغال 1770، 10 million dead (one third of population) | الهند، بنغلاديش (في الوقت الحاضر)                                                                              | 10 ملايين شخص |
| 1770–1771              | المجاعات في الأراضي التشيكية تسببت بوفاة مئات الألوف من السكان | التشيك (في الوقت الحاضر)                                                                                       | 100,000+ |
| 1771–1772              | مجاعة في ساكسونيا وجنوب ألمانيا | ألمانيا | |
| 1773                   | مجاعة في السويد | السويد | |
| 1779                   | مجاعة في الرباط | المغرب | |
| 1780s                  | مجاعة تينمي العظمى | اليابان | 20,000 – 920,000 |
| 1783                   | مجاعة في آيسلندا سببها انفجار البركان لاكي، وتسببت بوفاة حوالي خمس سكان آيسلندا | آيسلندا | |
| 1783–84                | مجاعة تشاليسا | الهند | 11 مليون |
| 1784                   | مجاعة اجتاحت كافة أرجاء مصر | مصر | |
| 1784–1785              | مجاعة في تونس تسببت بوفاة خمس السكان | تونس | |
| 1788                   | شهد العامان اللذان سبقا الثورة الفرنسية مواسم سيئة وشتاءً قاسياً بسبب إل نينيو cycle أو قد يكون الطقس السيئ بسبب ثوران بركان لاكي عام 1783 في آيسلندا. | فرنسا | |
| 1789                   | المجاعات في إثيوبيا afflicted "amhara/tigray north" | | |
| 1789–92                | مجاعة دوجي بارا أو مجاعة الجمجمة | الهند | 11 مليون شخص |
| 1810، 1811، 1846، 1849 | أربع مجاعات في الصين | الصين | 45 million. |
| 1811–1812              | مجاعة دمرت مدريد | إسبانيا | 20٬000 |
| 1815                   | ثوران جبل تامبورا، إندونيسيا. تسبب بمجاعة أثرت على معظم السكان | إندونيسيا | 10,000 |
| 1816–1817              | سنة بلا صيف | أوروبا | 65,000 |
| 1830–1833              | مجاعة ادعي بأنها تسببت بموت 42٪ من السكان | الرأس الأخضر                                                                                                   | 30٬000 |
| عقد 1830               | مجاعة تينبو | اليابان | |
| 1837–1838              | مجاعة أغرا 1837–38 | الهند | 1 مليون شخص |
| 1845–1857              | مجاعة بطاطا هايلاند | اسكتلندا | |
| 1845–1849              | مجاعة أيرلندا الكبرى في جزيرة أيرلندا قتل أكثر من مليون شخص وهاجر أكثر من 1.5-2 مليون | جزيرة أيرلندا                                                                                                  | 1.5 million |
| 1846                   | أدت المجاعة إلى ثورة الفلاحين المعروفة باسم "ماريا دا فونتي" في شمال البلاد البرتغال[بحاجة لمصدر] | البرتغال | |
| 1849–1850              | Demak and Grobogan في وسط جاوة ، بسبب أربع حالات فشل متتالية للمحاصيل بسبب الجفاف. | إندونيسيا | 83٬000 |
| 1850–1873              | نتيجة إمبريالية، حروب الأفيون وتمرد تايبينغ, والجفاف والمجاعة ، انخفض عدد سكان سلالة تشينغ بأكثر من 60 مليون نسمة | الصين | 60 million |
| 1860–1861              | Upper Doab famine of 1860–61 | الهند | 2 million |
| 1866                   | Orissa famine of 1866 | الهند | 1 million |
| 1866–1868              | المجاعة الفنلندية. مات حوالي 15٪ من مجموع السكان | فنلندا, northern السويد                                                                                        | 150,000+ |
| 1869                   | Rajputana famine of 1869 | الهند | 1.5 million |
| 1870–1871              | المجاعة الفارسية الكبرى (1870–1872) | إيران (في الوقت الحاضر)                                                                                        | 2 million |
| 1873–1874              | Famine in أناضول caused by drought and floods | تركيا (في الوقت الحاضر)                                                                                        | |
| 1879                   | 1879 Famine in Ireland ‏. Unlike previous famines, this famine mainly caused hunger and food shortages but little mortality. | جزيرة أيرلندا                                                                                                  | |
| 1873–74                | Bihar famine of 1873–74 | الهند | |
| 1876–1879              | المجاعة في الهند والصين والبرازيل وشمال إفريقيا (وبلدان أخرى). تسببت المجاعة في شمال الصين في مقتل 13 مليون شخص. توفي 5.25 مليون في المجاعة الكبرى 1876-1878 بسبب السياسات البريطانية في الهند. هناك 500,000 ماتوا في البرازيل ، حيث قتلت غراندي سيكا على الأرجح أكثر من 400.000 شخص. | الهند، الصين، البرازيل، شمال أفريقيا (وبلدان أخرى)                                                             | 18.25 مليون في شمال الصين والهند وحدهما. كانت السياسات البريطانية والجفاف مسؤولاً عن الوفيات في الهند. كانت المجاعة في الصين نتيجة الجفاف الذي تأثر به تذبذب النينو الجنوبي. |
| 1878–1880              | Famine in جزيرة سانت لورانس، ألاسكا | الولايات المتحدة                                                                                               | |
| 1888–1889              | Famine in Orrisa, Ganjam and Northern Bihar | الهند | |
| 1888–1889              | مجاعة سنه سته 1306 هجري | السودان | |
| 1888–1892              | Ethiopian Great famine ‏. About one-third of the population died. Conditions worsen with كوليرا outbreaks (1889–92), a حمى نمشية epidemic, and a major جدري epidemic (1889–90). | إثيوبيا | |
| 1891–1892              | | روسيا | 375٬000–500,000 |
| 1896–1897              | Famine in northern China leading in part to the ثورة الملاكمين | الصين | |
| 1896–1902              | Series of famines in India due to drought and British policies. | الهند | 6 million (British Territories), Mortality unknown in Princely States |
| 1904–1906              | Famine in Spain. | إسبانيا | |
| 1907, 1911             | Famines in east-central China | الصين | 25 million |
| 1914–1918              | متصرفية جبل لبنان مجاعة لبنان during الحرب العالمية الأولى which was caused by an الوفاق الثلاثي and الدولة العثمانية blockade of food and to a swarm of locusts which killed up to 200,000 people, estimated to be half of the Mount Lebanon population | لبنان | 200,000 |
| 1916–1917              | Famine caused by the British blockade of ألمانيا in WWI | ألمانيا | |
| 1916–1917              | Winter famine in روسيا[بحاجة لمصدر] | روسيا | |
| 1917–1919              | المجاعة الكبرى في ايران. As much as 1/4 of the population living in the north of Iran died in the famine Although the research of Mohammad Gholi Majd alleges as many as 8-10 million killed, this is based on an original population estimate of 19 million. Other estimates place the original population at only 11 million, calling Majd's numbers heavily into question. The Iranian government has stated that the famine was caused by the British (this is disputed) and that 8-10 million people died, this death toll also being in the American Archives[بحاجة لمصدر]. | إيران (في الوقت الحاضر)                                                                                        | As high as 8–10 million |
| 1918–1919              | Rumanura famine in رواندا-أوروندي, causing large migrations to the Congo | رواندا and بوروندي (في الوقت الحاضر)                                                                           | |
| 1917–1921              | A series of famines in تركستان at the time of the Bolshevik revolution killed about a sixth of the population | تركستان | |
| 1921                   | المجاعة الروسية لعام 1921 | روسيا | 5 million |
| 1921–1922              | 1921–1922 famine in Tatarstan | روسيا | |
| 1924–1925              | Famine in ألمان الفولغا colonies in Russia. One-third of the entire population perished | روسيا | |
| 1928–1929              | Famine in رواندا-أوروندي, causing large migrations to the Congo | رواندا and بوروندي (في الوقت الحاضر)                                                                           | |
| 1928–1930              | Famine in northern China. The قحط resulted in 3 million deaths | الصين | 3 million |
| 1932–1933              | المجاعة السوفيتية لعام 1932-1933 and هولودومور | الاتحاد السوفيتي and أوكرانيا                                                                                  | 7–10 million in Ukraine, millions in Russia |
| 1936                   | | الصين | 5 million |
| 1940–1948              | Famine in المغرب between 1940–48, because of refueling system instaured by France. | المغرب | 200 000 |
| 1940–1945              | Famine in غيتو وارسو, as well as other ghettos and concentration camps (note: this famine was the result of deliberate denial of food to ghetto residents on the part of Nazis). | الاحتلال في بولندا                                                                                             | |
| 1941–44                | حصار لينينغراد famine caused by a 900-day blockade by German troops. About one million Leningrad residents starved, froze, or were bombed to death in the winter of 1941–42, when supply routes to the city were cut off and temperatures dropped to −40 °C (−40 °F). | روسيا | 1 million |
| 1941–1944              | المجاعة الكبرى (اليونان) بسبب احتلال اليونان من قبل قوات المحور. | اليونان | 300٬000 |
| 1942–43                | مجاعة في الصين 1942– 1943 ‏ | خنان | 2-3 million |
| 1943                   | مجاعة البنغال 1943 | بنغال | 1.5-7 million |
| 1943                   | Ruzagayura famine in رواندا-أوروندي, causing emigrations to Congo | رواندا and بوروندي (في الوقت الحاضر)                                                                           | |
| 1944–45                | الاحتلال الياباني للهند الشرقية الهولندية | جاوة (جزيرة)، إندونيسيا                                                                                        | 2.4 million |
| 1944                   | مجاعة هولندا عام 1944 خلال الحرب العالمية الثانية | هولندا | 20٬000 |
| 1944                   | مجاعة راوندا عام 1944 | رواندا | |
| 1945                   | مجاعة فيتنام عام 1945 | فيتنام | 400,000–2 million |
| 1947                   | مجاعة الاتحاد السوفيتي عام 1947 | الاتحاد السوفيتي                                                                                               | 1–1.5 million |
| 1958                   | Famine in Tigray ‏ | إثيوبيا | 100٬000 |
| 1959–1961              | The مجاعة الصين الكبرى. According to government statistics, there were 15 million excess deaths. | الصين | 15–43 million |
| 1966–1967              | Lombok, drought and malnutrition, exacerbated by restrictions on regional rice trade | إندونيسيا | 50٬000 |
| 1967–1970              | Biafran famine caused by Nigerian blockade | نيجيريا | |
| 1968–1972              | جفاف الساحل created a famine that killed a million people | موريتانيا، مالي، تشاد، النيجر and بوركينا فاسو                                                                 | 1 million |
| 1972–1973              | Famine in Ethiopia ‏ caused by drought and poor governance; failure of the government to handle this crisis led to the fall of هيلا سيلاسي and to ديرغ rule | إثيوبيا | 60٬000 |
| 1974                   | مجاعة بنغلاديش في عام 1974 | بنغلاديش | 27,000 |
| 1975–1979              | الخمير الحمر. An estimated 2 million كمبودياns lost their lives to قتل، عمل قسري and famine | كمبوديا | 2 million |
| 1980–1981              | Caused by drought and conflict | أوغندا | 30٬000 |
| 1984–1985              | المجاعة في إثيوبيا 1983–1985 | إثيوبيا | |
| 1991–1992              | مجاعة حدثت في الصومال نتيجة الجفاف والحرب الأهلية | الصومال | 300٬000 |
| 1996                   | مجاعة كوريا الشمالية. Scholars estimate 600,000 died of starvation (other estimates range from 200,000 to 3.5 million). | كوريا الشمالية                                                                                                 | 200٬000 to 3.5 million |
| 1998                   | مجاعة السودان 1998 بسبب الحرب الأهلية السودانية الثانية and قحط | السودان | 70٬000 |
| 1998–2000              | Famine in Ethiopia ‏. The situation worsened by الحرب الإثيوبية الإريترية | إثيوبيا | |
| 1998–2004              | حرب الكونغو الثانية. 3.8 million people died, mostly from starvation and disease | جمهورية الكونغو الديمقراطية                                                                                    | 3.8 million |
| 2005–2006              | أزمة الغذاء النيجرية 2005-2006. At least three million were affected in Niger and 10 million throughout West Africa | النيجر and غرب أفريقيا                                                                                         | |
| 2011–2012              | Famine in Somalia, brought on by the قحط شرق أفريقيا 2011 | الصومال | |
| 2012                   | مجاعة في غرب افريقيا كانت مع جفاف الساحل 2012 | السنغال، غامبيا، النيجر، موريتانيا، مالي، بوركينا فاسو                                                         | |